# 智頭町

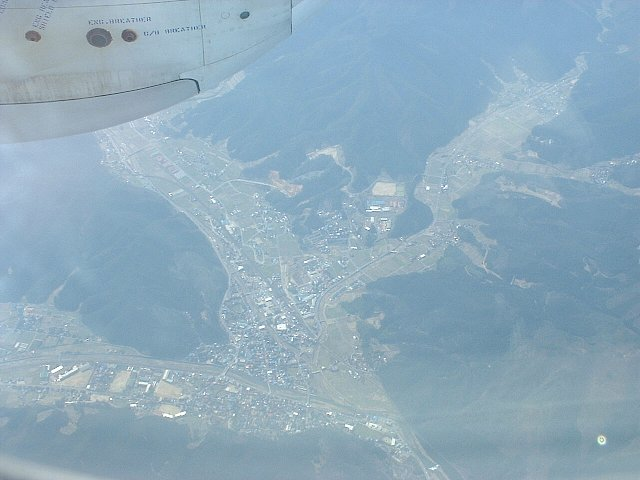
上空から見た智頭町中心部

智頭町（ちづちょう）は、鳥取県の南東部に位置している町である。八頭郡に属す。鳥取藩の宿場町でもある智頭宿で知られ、面積の約93%を山林が占める歴史のある林業地であり、「杉のまち」としても知られている。また豪雪地帯に指定されている。町制施行前の名称でもある智頭村（ちずそん）についてもここで述べる。

## 地理
山岳
- 東山 (1388m)
- 沖ノ山（1318m）
- 鳴滝山（1287m）
- 那岐山（1255m）
- 大倉山（1060m）
- 穂見山（976m）
- 桜尾山（957m）
- 篭山（905m）
- 海上山（786m）
- 釈山（753m）
- 牛臥山（728m）

河川
- 千代川

鳥取県では唯一、特定非営利活動法人森林セラピーソサエティによって森林セラピー基地に認定されている。

### 気候
| 智頭（1991年 - 2020年）の気候      | 智頭（1991年 - 2020年）の気候 | 智頭（1991年 - 2020年）の気候 | 智頭（1991年 - 2020年）の気候 | 智頭（1991年 - 2020年）の気候 | 智頭（1991年 - 2020年）の気候 | 智頭（1991年 - 2020年）の気候 | 智頭（1991年 - 2020年）の気候 | 智頭（1991年 - 2020年）の気候 | 智頭（1991年 - 2020年）の気候 | 智頭（1991年 - 2020年）の気候 | 智頭（1991年 - 2020年）の気候 | 智頭（1991年 - 2020年）の気候 | 智頭（1991年 - 2020年）の気候 |
| 月                                 | 1月                           | 2月                           | 3月                           | 4月                           | 5月                           | 6月                           | 7月                           | 8月                           | 9月                           | 10月                          | 11月                          | 12月                          | 年                            |
| ---------------------------------- | ----------------------------- | ----------------------------- | ----------------------------- | ----------------------------- | ----------------------------- | ----------------------------- | ----------------------------- | ----------------------------- | ----------------------------- | ----------------------------- | ----------------------------- | ----------------------------- | ----------------------------- |
| 最高気温記録 °C （°F）             | 16.8 (62.2)                   | 20.9 (69.6)                   | 25.5 (77.9)                   | 31.4 (88.5)                   | 33.5 (92.3)                   | 35.9 (96.6)                   | 38.2 (100.8)                  | 38.9 (102)                    | 36.9 (98.4)                   | 30.7 (87.3)                   | 26.2 (79.2)                   | 20.7 (69.3)                   | 38.9 (102)                    |
| 平均最高気温 °C （°F）             | 6.1 (43)                      | 7.1 (44.8)                    | 11.7 (53.1)                   | 18.1 (64.6)                   | 23.2 (73.8)                   | 26.2 (79.2)                   | 29.9 (85.8)                   | 31.3 (88.3)                   | 26.4 (79.5)                   | 20.9 (69.6)                   | 15.2 (59.4)                   | 9.1 (48.4)                    | 18.8 (65.8)                   |
| 日平均気温 °C （°F）               | 1.6 (34.9)                    | 2.1 (35.8)                    | 5.7 (42.3)                    | 11.3 (52.3)                   | 16.5 (61.7)                   | 20.5 (68.9)                   | 24.5 (76.1)                   | 25.2 (77.4)                   | 21.0 (69.8)                   | 15.0 (59)                     | 9.3 (48.7)                    | 4.1 (39.4)                    | 13.1 (55.6)                   |
| 平均最低気温 °C （°F）             | −1.8 (28.8)                   | −1.8 (28.8)                   | 0.6 (33.1)                    | 5.0 (41)                      | 10.5 (50.9)                   | 15.9 (60.6)                   | 20.6 (69.1)                   | 21.1 (70)                     | 16.9 (62.4)                   | 10.3 (50.5)                   | 4.7 (40.5)                    | 0.3 (32.5)                    | 8.5 (47.3)                    |
| 最低気温記録 °C （°F）             | −12.7 (9.1)                   | −12.3 (9.9)                   | −8.5 (16.7)                   | −4.3 (24.3)                   | 0.3 (32.5)                    | 5.2 (41.4)                    | 11.6 (52.9)                   | 13.3 (55.9)                   | 5.7 (42.3)                    | −0.2 (31.6)                   | −2.9 (26.8)                   | −8.8 (16.2)                   | −12.7 (9.1)                   |
| 降水量 mm （inch）                 | 159.5 (6.28)                  | 143.3 (5.642)                 | 164.6 (6.48)                  | 130.9 (5.154)                 | 146.1 (5.752)                 | 168.9 (6.65)                  | 227.7 (8.965)                 | 172.8 (6.803)                 | 244.2 (9.614)                 | 158.6 (6.244)                 | 112.7 (4.437)                 | 143.0 (5.63)                  | 1,972.2 (77.646)              |
| 降雪量 cm （inch）                 | 112 (44.1)                    | 117 (46.1)                    | 25 (9.8)                      | 0 (0)                         | 0 (0)                         | 0 (0)                         | 0 (0)                         | 0 (0)                         | 0 (0)                         | 0 (0)                         | 0 (0)                         | 40 (15.7)                     | 285 (112.2)                   |
| 平均降水日数 （≥1.0 mm）           | 17.2                          | 16.4                          | 15.6                          | 11.7                          | 10.9                          | 12.7                          | 13.9                          | 11.2                          | 12.8                          | 11.2                          | 12.3                          | 15.2                          | 161.1                         |
| 平均月間日照時間                   | 75.4                          | 82.2                          | 131.5                         | 173.7                         | 191.3                         | 133.2                         | 133.1                         | 169.7                         | 124.9                         | 141.0                         | 112.3                         | 84.6                          | 1,552.7                       |
| 出典1：Japan Meteorological Agency |                               |                               |                               |                               |                               |                               |                               |                               |                               |                               |                               |                               |                               |
| 出典2：気象庁                      |                               |                               |                               |                               |                               |                               |                               |                               |                               |                               |                               |                               |                               |

## 地区
智頭区（ちずく）2,689人
- 市瀬、智頭、南方

山形区（やまがたく）818人
- 篠坂、毛谷、大内、郷原、西野、大呂、芦津、八河谷

那岐区（なぎく）883人
- 大屋、早瀬、真鹿野、野原、大背、奥本、東宇塚、西宇塚、河津原

土師区（はじく）453人
- 三田、山根、穂見、木原、埴師、三吉、慶所

富沢区（とみざわく）708人
- 岩神、坂原、中田、惣地、新見、口波多、波多、口宇波、宇波

山郷区（やまさとく）462人
- 尾見、西谷、中原、福原、駒帰

※2020年（令和2年）国勢調査（小地域集計結果）より

### 人口
| |                                        |  |
| 智頭町と全国の年齢別人口分布（2005年） | 智頭町の年齢・男女別人口分布（2005年） |  |
| ■紫色 ― 智頭町 ■緑色 ― 日本全国 | ■青色 ― 男性 ■赤色 ― 女性              |  |
| 智頭町（に相当する地域）の人口の推移 \| 1970年（昭和45年） \| 12,392人 \| \| \| 1975年（昭和50年） \| 11,650人 \| \| \| 1980年（昭和55年） \| 11,504人 \| \| \| 1985年（昭和60年） \| 11,199人 \| \| \| 1990年（平成2年） \| 10,670人 \| \| \| 1995年（平成7年） \| 10,082人 \| \| \| 2000年（平成12年） \| 9,383人 \| \| \| 2005年（平成17年） \| 8,647人 \| \| \| 2010年（平成22年） \| 7,718人 \| \| \| 2015年（平成27年） \| 7,154人 \| \| \| 2020年（令和2年） \| 6,427人 \| \| |                                        |  |
| 総務省統計局 国勢調査より |                                        |  |
| 1970年（昭和45年） | 12,392人                               |  |
| 1975年（昭和50年） | 11,650人                               |  |
| 1980年（昭和55年） | 11,504人                               |  |
| 1985年（昭和60年） | 11,199人                               |  |
| 1990年（平成2年） | 10,670人                               |  |
| 1995年（平成7年） | 10,082人                               |  |
| 2000年（平成12年） | 9,383人                                |  |
| 2005年（平成17年） | 8,647人                                |  |
| 2010年（平成22年） | 7,718人                                |  |
| 2015年（平成27年） | 7,154人                                |  |
| 2020年（令和2年） | 6,427人                                |  |

## 歴史
- 646年（大化2年） - 極楽寺が法道仙人により創建。
- 嘉祥年間：845年（承和2年） - 851年（嘉祥4年/仁寿元年）: 豊乗寺が空海の法弟である真雅により創建。
- 1582年 - 光専寺開基。
- 1889年（明治22年）10月1日 - 町村制の施行により、市瀬村・智頭宿・南方村の区域をもって八頭郡智頭村が発足する。
- 1914年（大正3年）6月1日 - 智頭村が町制施行して智頭町が発足する。
- 1923年（大正12年）6月5日 - 因美線が開業。智頭に鉄道が通じる。
- 1935年（昭和10年）2月20日 - 山形村・那岐村・土師村と合併。
- 1936年（昭和11年）2月26日 - 富沢村を編入。
- 1937年（昭和12年） - 芦津渓谷に三滝ダム竣工。
- 1954年（昭和29年）7月1日 - 山郷村を編入。
- 1967年（昭和42年） - 智頭宿と板井原集落の間の古峠を抜けるトンネルが開通。
- 1969年（昭和44年） - 那岐山と芦津渓谷が氷ノ山後山那岐山国定公園の区域に指定。
- 1994年（平成6年） - 智頭急行が開通。
- 2009年（平成21年） - 鳥取自動車道が開通。

## 行政
2004年（平成16年）4月25日に鳥取市などとの合併の是非を問う住民投票で賛成多数となったが、鳥取市との合併は実現していない。

### 町長
- 町長：金児英夫（任期：2024年（令和6年）6月4日～2028年（令和10年）6月19日）
- 副町長：矢部整（任期：～令和7年3月31日）[3]

### 歴代町長
- 久本温彦
- 寺谷誠一郎
- 織田洋
- 1997年～2020年 寺谷誠一郎
- 2020年～現職 金児英夫

### 町議会
定数：12名
任期：2021年（令和3年）7月30日～2026年（令和7年）7月29日
- 議長：谷口雅人（たにぐち まさと）
- 副議長：安道泰治（あんどう やすはる）

### 姉妹都市・提携都市
日本国外
- 楊口郡（韓国 江原特別自治道）
  - 1999年（平成11年）10月10日姉妹都市提携

## 経済

### 産業
- 林業 - 智頭杉で知られる。
- 木工業
- 酒造業
- 観光業

### 娯楽
- 智頭劇場 - 映画館[6]。智頭に鉄道（因美線）の開通が決定したことから、因美線開業前年の1922年（大正11年）3月25日に新築落成式を挙行した。1968年（昭和43年）に閉鎖された。

## 教育

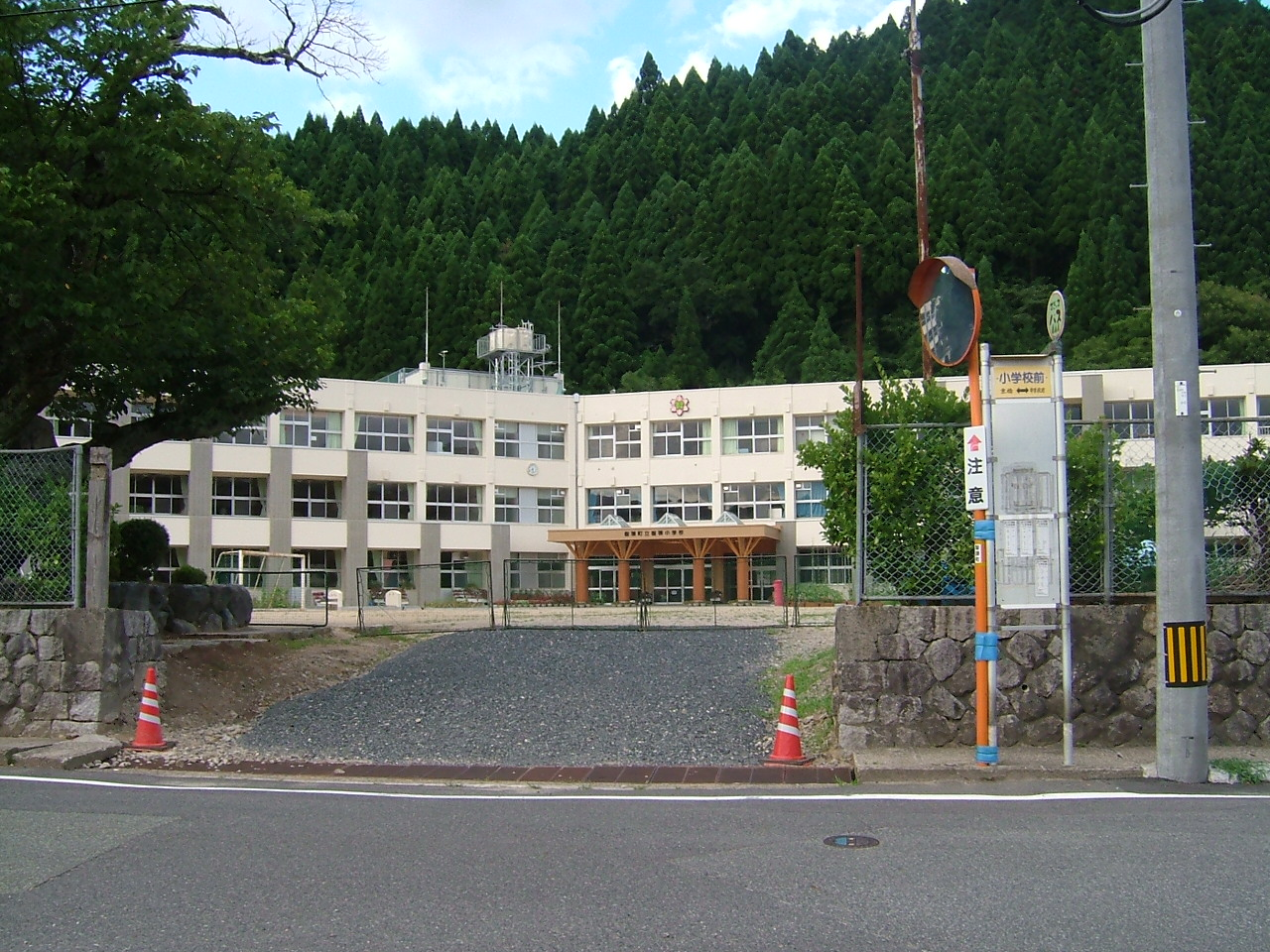
智頭町立智頭小学校

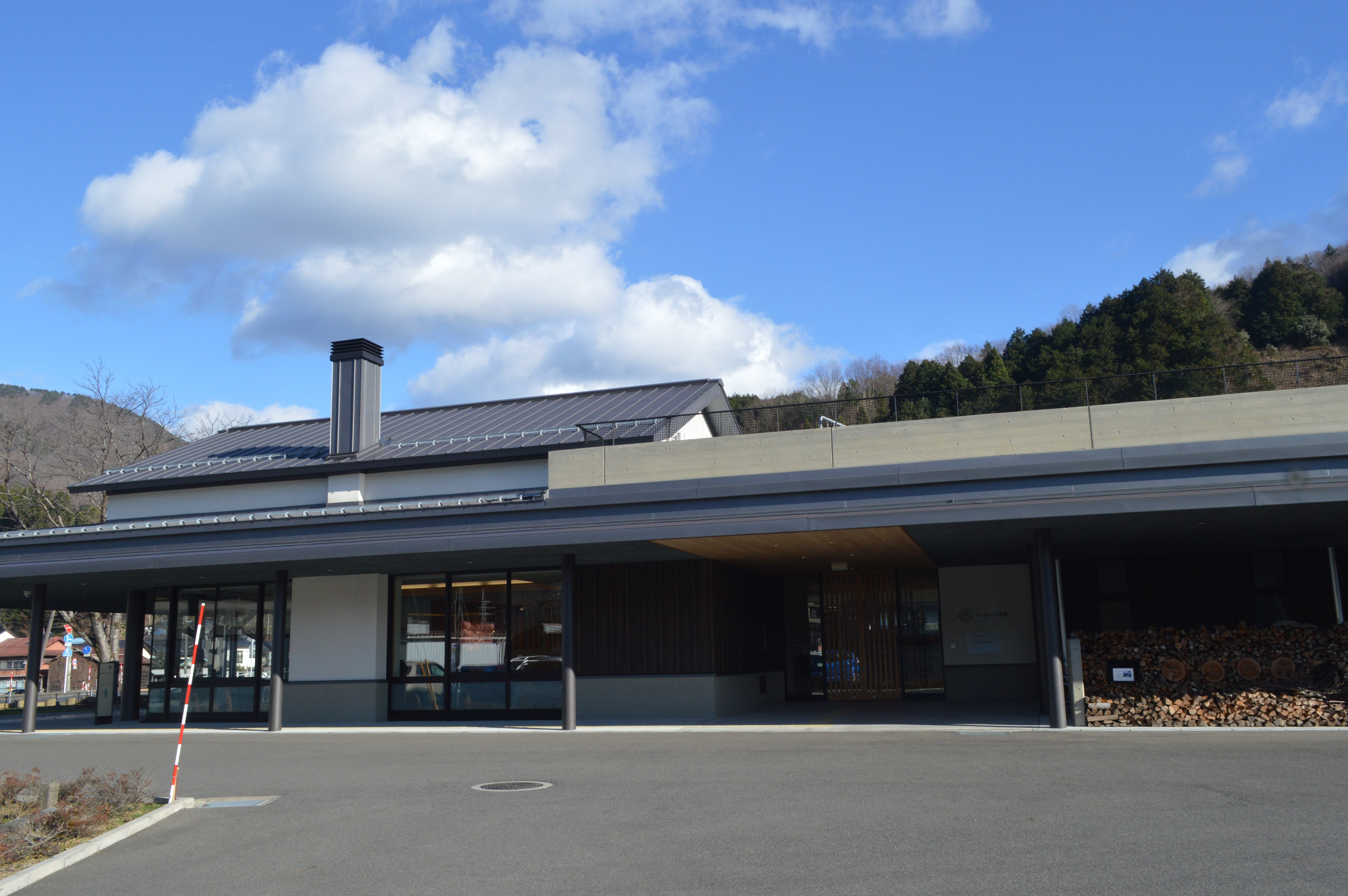
ちえの森ちづ図書館

### 小学校
- 智頭町立智頭小学校

### 中学校
- 智頭町立智頭中学校

### 高等学校
- 鳥取県立智頭農林高等学校

### 社会教育
- ちえの森ちづ図書館 - 2020年（令和2年）11月29日開館[7]。
- 西河克己映画記念館 - 映画監督の西河克己に関する資料を所蔵。
- 智頭町歴史資料館 - 2017年（平成29年）開館[8]

### その他
- 新田サドベリースクール - サドベリー・スクール。

## 交通

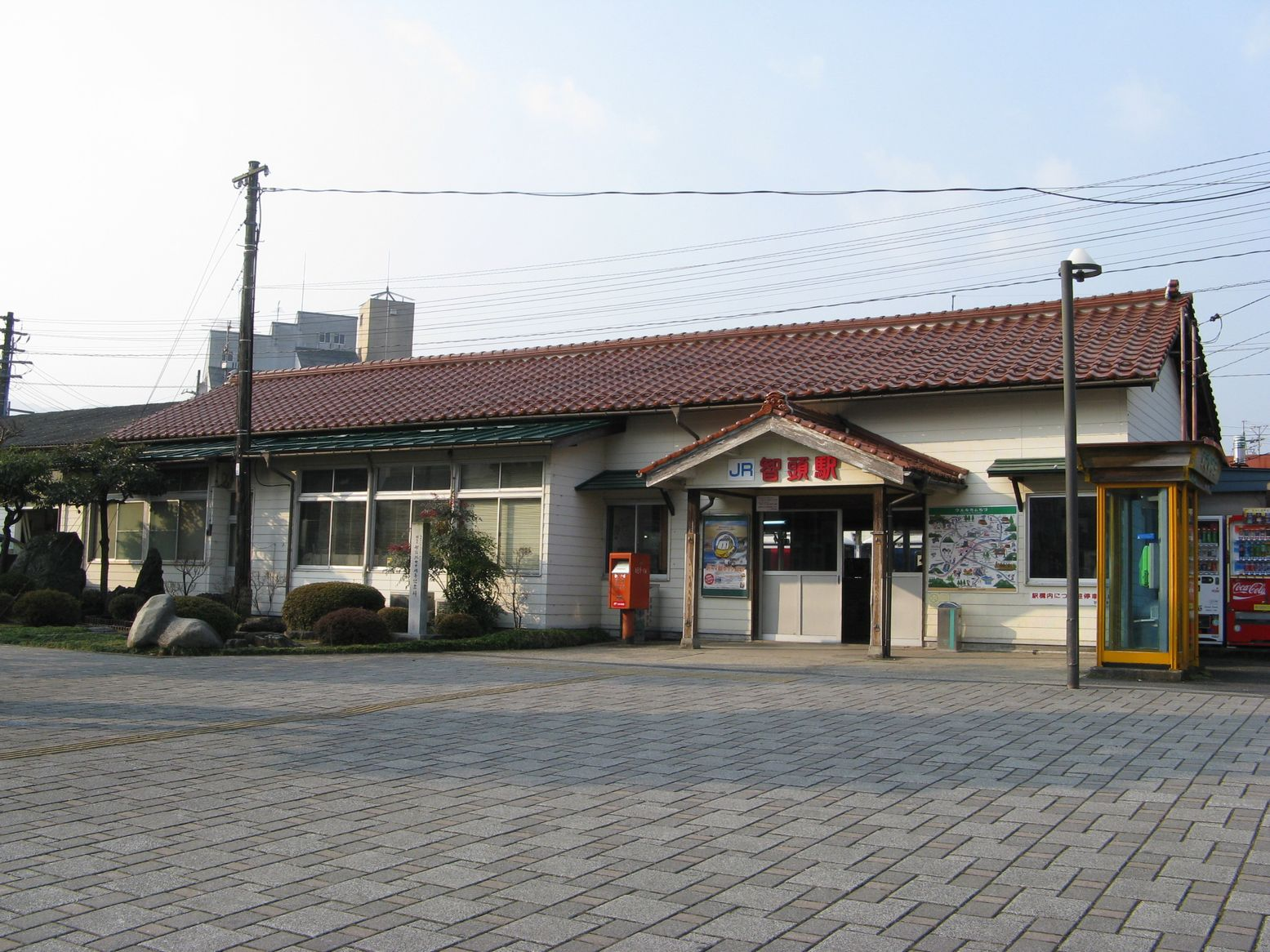
智頭駅

### 鉄道
- 西日本旅客鉄道（JR西日本）
  -  因美線：智頭駅 - 土師駅 - 那岐駅
- 智頭急行
  - 智頭線：山郷駅 - 恋山形駅 - 智頭駅
- 中心となる駅：智頭駅（ちずえき、町名とは読みが異なる）

### 路線バス
- 日ノ丸自動車（日ノ丸バス） - 鳥取市中心部との間を結ぶ智頭線を運行。
  - 91・91H：鳥取駅 - 市立病院 - 円通寺 - 河原 - 用瀬 - 智頭駅前

このほかに住民の自家用車を活用した地域共助型の乗合タクシー「のりりん」が運行されているが、利用には登録が必要である。

### 道路
- 高速自動車国道
  - E29 鳥取自動車道  :  (5)智頭IC
  - 志戸坂峠道路 （鳥取自動車道に並行する一般国道自動車専用道路） :  (4)智頭南IC - 駒帰交差点

- 一般国道
  - 国道53号
  - 国道373号

- 都道府県道
  - 鳥取県道6号津山智頭八東線
  - 鳥取県道7号智頭勝田線
  - 鳥取県道40号智頭用瀬線
  - 鳥取県道215号土師停車場線
  - 鳥取県道295号西宇塚那岐停車場線
  - 鳥取県道296号西谷那岐停車場線
  - 鳥取県道303号大高下口波多線

- 市町村道

- 町道1107号関屋黒本線
- 町道1110号下町本線
- 町道1131号上町本線
- 町道1137号源平線
- 町道1140号久志谷線
- 町道1144号京町線
- 町道1149号智頭駅前線
- 町道1150号愛宕本線
- 町道1151号段線
- 町道1164号久志谷1号線
- 町道1168号本折南方線
- 町道1204号毛谷大内線
- 町道1210号木下線
- 町道1222号沖ノ山線
- 町道1303号早瀬竹内線
- 町道1306号奥本大背線
- 町道1311号奥本河津原線
- 町道1313号早瀬真鹿野線
- 町道1417号山田停車場線
- 町道2101号市瀬新道線
- 町道2134号智頭岩神線
- 町道2138号駅裏線
- 町道2161号久志谷三田線
- 町道2188号南方岡田線
- 町道2308号大背線
- 町道2315号東宇塚線
- 町道2401号中村線
- 町道2403号山根中村線
- 町道2406号川戸穂見線
- 町道2407号井上線
- 町道2408号木原線
- 町道2413号天木線
- 町道2414号三田中田線
- 町道2505号惣地線
- 町道2511号神社線
- 町道2514号宇波線
- 町道3102号市瀬線
- 町道3103号市瀬分線
- 町道3104号中島線
- 町道3105号湯屋線
- 町道3106号鳥の巣線
- 町道3108号下三昧線
- 町道3109号下モ田線
- 町道3111号田中町線
- 町道3112号藤の木線
- 町道3113号新町線
- 町道3114号中町本線
- 町道3115号上町線
- 町道3116号御本陣線
- 町道3117号中町支線
- 町道3118号下河原線
- 町道3119号住宅線
- 町道3120号諏訪神社線
- 町道3121号小谷線
- 町道3122号会下谷線
- 町道3123号上水道線
- 町道3124号上三昧線
- 町道3125号吉ヶ原北線
- 町道3126号吉ヶ原線

- 町道3127号上市場線
- 町道3128号寿ヶ谷線
- 町道3129号上市場八幡線
- 町道3130号黒本線
- 町道3132号杉神社線
- 町道3133号紅葉線
- 町道3135号桜橋線
- 町道3136号筏場線
- 町道3139号駅裏分線
- 町道3141号愛宕線
- 町道3142号河原町本折線
- 町道3143号本折線
- 町道3145号中三昧線
- 町道3146号本折1号線
- 町道3147号本折2号線
- 町道3148号源平支線
- 町道3152号緑ヶ丘1号線
- 町道3153号緑ヶ丘2号線
- 町道3154号緑ヶ丘3号線
- 町道3155号智頭病院1号線
- 町道3156号智頭病院2号線
- 町道3157号天神線
- 町道3158号山崎線
- 町道3159号紅葉筏場線
- 町道3160号紅葉支線
- 町道3162号久志谷中村線
- 町道3163号久志谷支線
- 町道3165号久志谷2号線
- 町道3166号久志谷3号線
- 町道3169号船山線
- 町道3170号米井1号線
- 町道3171号米井2号線
- 町道3172号大目谷線
- 町道3173号大目谷1号線
- 町道3174号大目谷2号線
- 町道3175号大目谷3号線
- 町道3176号牛臥線
- 町道3177号板井原線
- 町道3178号板井原村中線
- 町道3179号駅前護岸線
- 町道3181号本折3号線
- 町道3182号本折4号線
- 町道3183号本折5号線
- 町道3184号本折6号線
- 町道3185号大目谷4号線
- 町道3186号大目谷5号線
- 町道3187号沖代護岸線
- 町道3189号大目谷6号線
- 町道3190号市瀬護岸線
- 町道3191号緑ヶ丘4号線
- 町道3192号掛上り線
- 町道3193号岩神支線
- 町道3194号駅南本線
- 町道3195号駅南1号線
- 町道3196号駅南2号線
- 町道3197号山崎支線
- 町道3198号緑ヶ丘5号線
- 町道3199号緑ヶ丘6号線
- 町道3201号篠坂線

- 町道3202号毛谷線
- 町道3203号毛谷1号線
- 町道3204号八河谷線
- 町道3205号大内郷原線
- 町道3206号郷原線
- 町道3207号郷原分線
- 町道3208号河合線
- 町道3209号小又線
- 町道3211号酒屋線
- 町道3213号米原線
- 町道3214号西野線
- 町道3216号浅見線
- 町道3217号上中島線
- 町道3218号池本線
- 町道3219号鳴畑線
- 町道3220号芦津線
- 町道3221号芦津神社線
- 町道3224号下毛谷線
- 町道3225号横根線
- 町道3226号鍛治屋線
- 町道3227号倉谷線
- 町道3228号郷原2号線
- 町道3301号早瀬大屋線
- 町道3302号早瀬線
- 町道3304号香音寺水島線
- 町道3305号学校線
- 町道3307号奥本野々谷線
- 町道3309号五月田線
- 町道3310号大背極楽寺線
- 町道3312号東宇塚西宇塚線
- 町道3314号金谷線
- 町道3316号黒尾線
- 町道3317号宇丹谷線
- 町道3318号河津原線
- 町道3319号早瀬分線
- 町道3320号大屋線
- 町道3321号大屋神社線
- 町道3322号赤坂線
- 町道3323号栃本線
- 町道3324号極楽寺線
- 町道3325号真鹿野分線
- 町道3326号真鹿野1号線
- 町道3327号下西線
- 町道3328号真鹿野2号線
- 町道3329号真鹿野分線1号線
- 町道3330号真鹿野分線2号線
- 町道3331号那岐駅前線
- 町道3332号東宇塚支線
- 町道3402号山根線
- 町道3403号中山根線
- 町道3404号能田線
- 町道3405号持雲寺線
- 町道3410号横田支線
- 町道3411号三明長瀬線
- 町道3412号宮川長瀬線
- 町道3414号香伝寺線
- 町道3415号横田線
- 町道3416号山田線
- 町道3418号山田支線

- 町道3419号十日市線
- 町道3420号三吉神社線
- 町道3421号大坪支線
- 町道3422号慶所線
- 町道3423号土師小学校線
- 町道3424号山根下中村線
- 町道3425号大坪線
- 町道3426号塩田川戸線
- 町道3427号木原支線
- 町道3428号慶所分線
- 町道3429号穂見支線
- 町道3430号川戸線
- 町道3431号下山根線
- 町道3432号紺屋土居線
- 町道3433号三田南口線
- 町道3434号三田線
- 町道3436号和田平1号線
- 町道3437号和田平2号線
- 町道3501号金刀比羅線
- 町道3502号坂原線
- 町道3503号坂原分線
- 町道3504号中田線
- 町道3506号惣地村中線
- 町道3507号豊乗寺線
- 町道3508号新見惣地線
- 町道3509号新見線
- 町道3510号新見支線
- 町道3511号出合線
- 町道3512号分谷線
- 町道3513号分谷支線
- 町道3515号宇波支線
- 町道3516号波多線
- 町道3517号湯谷線
- 町道3518号宇波分線
- 町道3519号宇波新道線
- 町道3601号古鼠線
- 町道3602号名引河原線
- 町道3603号横瀬線
- 町道3604号横瀬分線
- 町道3605号天狗谷線
- 町道3606号中原線
- 町道3607号上茶屋線
- 町道3608号樽見上土居線
- 町道3609号温江線
- 町道3610号皆地線
- 町道3611号沼ノ谷線
- 町道3612号下向線
- 町道3613号横路線
- 町道3614号下皆地線
- 町道3615号志戸坂線
- 町道3616号福原線
- 町道3700号クリーンセンター線
- 町道3701号岩神段線
- 町道3702号木工団地線
- 町道3703号山崎向河原線
- 町道3704号坂原錦橋線
- 町道3705号河原町線
- 町道3706号中学校線

## 情報通信

### 市外局番
市外局番は、0858（70 - 89）となっている。ただし、天気予報は0857-177である。（市外局番0858の地域が鳥取県東部と中西部に複数存在するため。）
- 0858（70 - 89）エリア（郡家MA） - 鳥取市（河原・用瀬・佐治地域）・若桜町・智頭町・八頭町
  - NTT西日本
    - 郡家収容局（八頭町） 72（0 - 3、6 - 9千番台）、73（0千番台）、76（0、7千番台）
    - 郡家船岡収容局（八頭町） 73（6、8千番台）
    - 私都収容局（八頭町） 74（0、6千番台）、76（8千番台）
    - 八東収容局（八頭町） 76（4千番台）、84（1 - 3、6、8千番台）
    - 若桜収容局（若桜町） 76（5千番台）、77（3千番台）、82（0 - 2、5 - 6、8千番台）
    - 郡家池田収容局（若桜町） 83（0、6千番台）
    - 河原収容局（鳥取市） 76（3千番台）、77（2千番台）、85（0 - 3、5 - 9千番台）
    - 用瀬収容局（鳥取市） 76（2千番台）、87（2 - 3、6、8千番台）
    - 佐治収容局（鳥取市） 76（6千番台）、77（0千番台）、88（0千番台）、89（1千番台）
    - 智頭収容局（智頭町） 75（0 - 4、6、8千番台）、76（1、9千番台）
    - 那岐収容局（智頭町） 78（0、6千番台）
    - ひかり電話（収容局によらない） 71

  - その他
    - エネルギア・コミュニケーションズ 70
    - KDDI 79
    - ソフトバンク 80、86

  - 空き番号 81

### 郵便番号
郵便番号は以下の通りとなっている。
- 智頭郵便局（ちずゆうびんきょく、町名とは読みが異なる。）:689-14xx

## 文化財

### 指定・登録有形文化財
- 絹本著色普賢菩薩像（国宝）豊乗寺蔵
- 石谷家住宅（国の重要文化財）
- 絹本著色楊柳観音像（国の重要文化財）豊乗寺蔵
- 木造毘沙門天立像（国の重要文化財）豊乗寺蔵
- 旧塩屋出店主屋他3棟（国の登録有形文化財）
- 中町公民館（国の登録有形文化財）
- 下町公民館（国の登録有形文化財）
- 智頭消防団本町分団屯所（国の登録有形文化財）
- 板井原公民館（国の登録有形文化財）
- 旧藤原家住宅主屋及び土蔵（国の登録有形文化財）
- 向山神社本殿、拝殿、覆殿及び籠堂（国の登録有形文化財）
- 智頭町立山形小学校（国の登録有形文化財）
- 絹本著色花鳥図（県指定保護文化財）個人蔵
- 絹本著色不動明王像（県指定保護文化財）豊乗寺蔵
- 絹本著色両界曼荼羅図（県指定保護文化財）豊乗寺蔵
- 豊乗寺大師堂及び山門（県指定保護文化財）
- 興雲寺　弘法大師座像（町指定保護文化財）
- 三田経筒（町指定保護文化財）個人蔵
- 智頭宿全図 （町指定保護文化財）諏訪神社蔵
- 法起菩薩堂（町指定有形文化財）
- 木造阿弥陀如来立像（町指定有形文化財）豊乗寺蔵
- 旧藤原家住宅主屋及び付属屋及び敷地（町指定有形文化財）
- 草野原地蔵（町指定有形文化財）
- 豊乗寺の仏画（町指定保護文化財）豊乗寺蔵
  - 絹本著色十二天像
  - 紙本版彩色十二天像
  - 絹本著色不動明王像
  - 絹本著色愛染明王像
  - 絹本著色釈迦三尊十羅刹女図
  - 絹本著色真言八祖像
- 大原家「中世」文書（町指定保護文化財）
- 中世・上原家文書（町指定保護文化財）

### 指定・登録民俗文化財
- 諏訪神社の柱祭り（県指定無形民俗文化財）
- 虫井神社の麒麟獅子舞（県指定無形民俗文化財）
- 虫井神社の花籠祭り（県指定無形民俗文化財）
- 新田人形芝居人形頭（町指定有形民俗文化財）
- 黒本谷古墳出土品（町指定有形民俗文化財）
- 花籠祭（県選択の記録作成等の措置を講ずべき無形の民俗文化財）

### 保存地区
- 智頭町板井原伝統的建造物群保存地区（県選定伝統的建造物群保存地区）

### 名勝
- 石谷氏庭園（県指定名勝、国の登録記念物）

### 天然記念物
- 倉谷のザゼンソウ湿原（県指定天然記念物）
- 豊乗寺のスギ（県指定天然記念物）
- 虫井神社社叢（県指定天然記念物）
- 那岐山シャクナゲ・ドウダン（町指定天然記念物）

### 史跡・遺跡
- 智頭往来　志戸坂峠越（国の史跡）

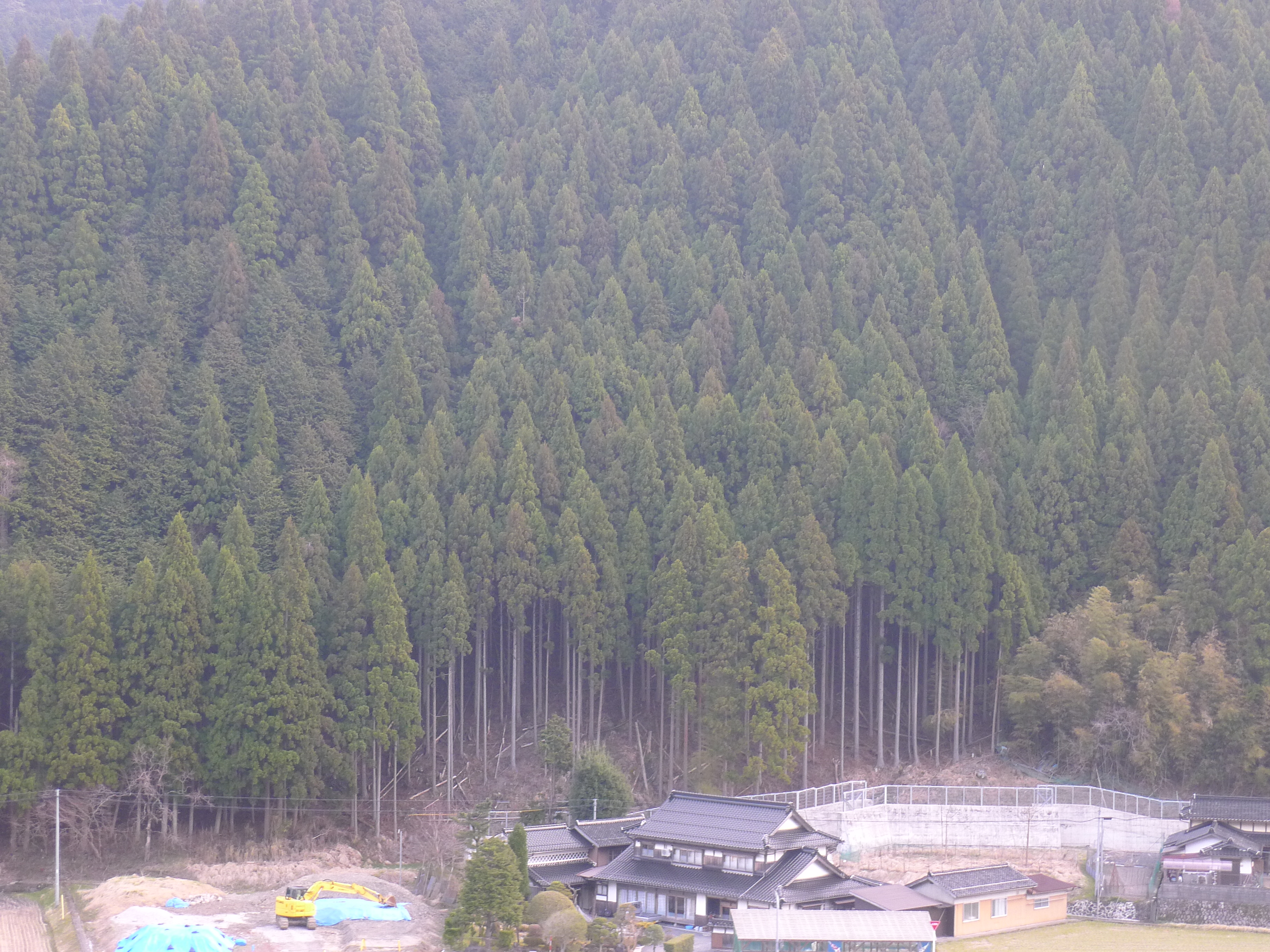
重要文化的景観である智頭杉の林業景観

- 智頭枕田遺跡 - 2017年（平成29年）3月までに計約80カ所の遺跡や遺構が発見され、発掘当時は縄文時代から平安時代の九州を除いた西日本では最大級の遺跡であると言われた[8]。
- 富貴谷城跡（淀山城）
- 富貴谷1号墳
- 智頭段ハナ遺跡
- 中田竹美遺跡
- 樅尾城跡
- 中島の城跡
- 市瀬小茗荷谷遺跡
- 松尾古墳
- 岩神城跡
- 会下谷古墳
- 興田遺跡
- 黒本谷古墳
- 篠坂古墳
- 左近城跡
- 鴉が城跡
- 段山遺跡
- 水無城跡
- 中田古墳群（町指定史跡）
- 新見の城跡
- 中河原古墳
- 富沢古墳（町指定史跡）
- 三田1号墳
- 三田2号墳
- 三田3号墳
- 三田経塚遺跡
- 穂見古墳
- 唐櫃城跡（町指定史跡）
- 横田城跡
- 三月田古墳
- 高下古墳
- 石原城跡
- 天木古墳
- 長瀬向和遺跡
- 乗雲ヶ出城跡
- 横田1号墳
- 横田2号墳
- 山田古墳

### 重要文化的景観
- 智頭の林業景観

## 名所・旧跡・観光スポット・祭事・催事

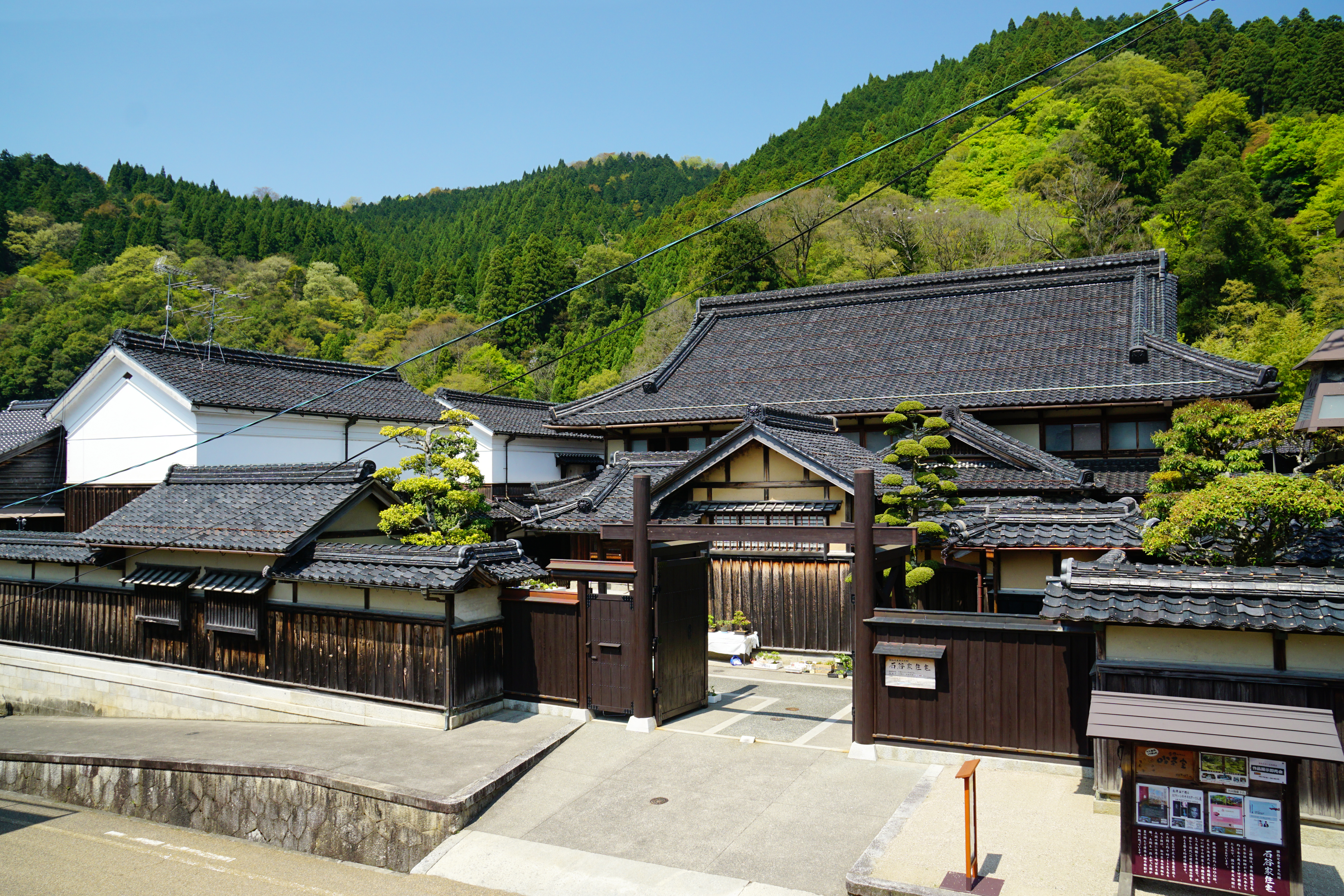
智頭宿・石谷家住宅

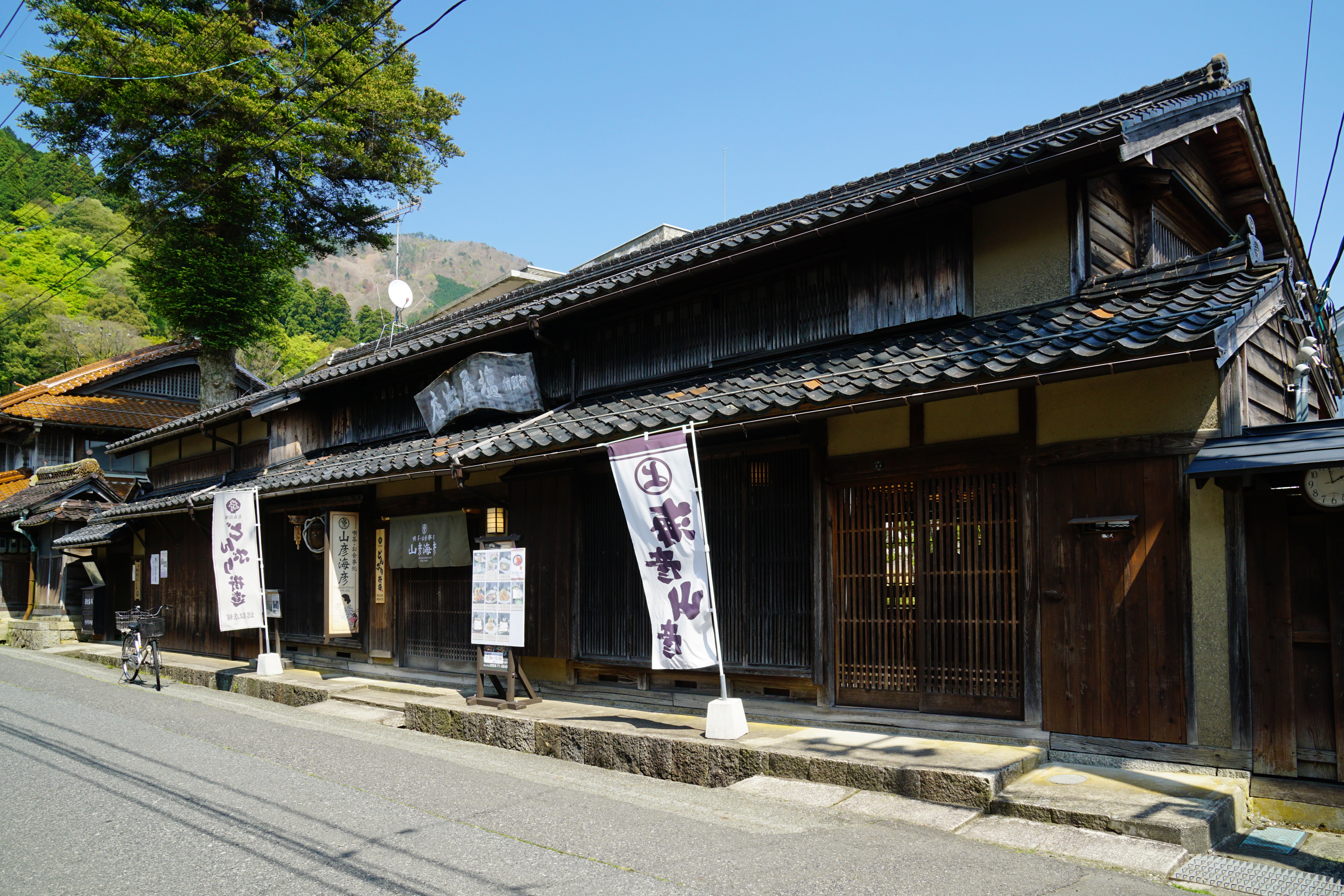
旧塩屋出店

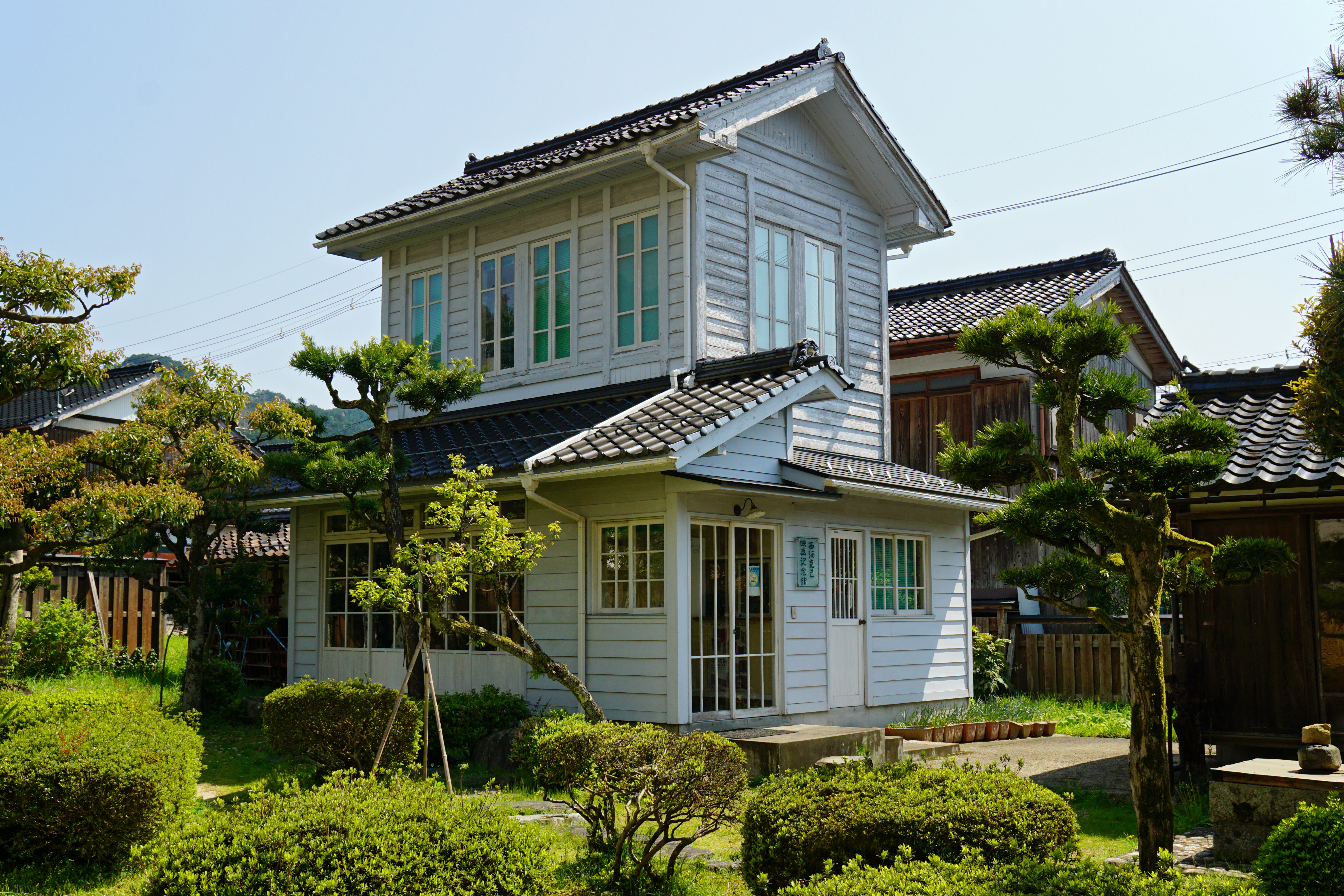
西河克己映画記念館

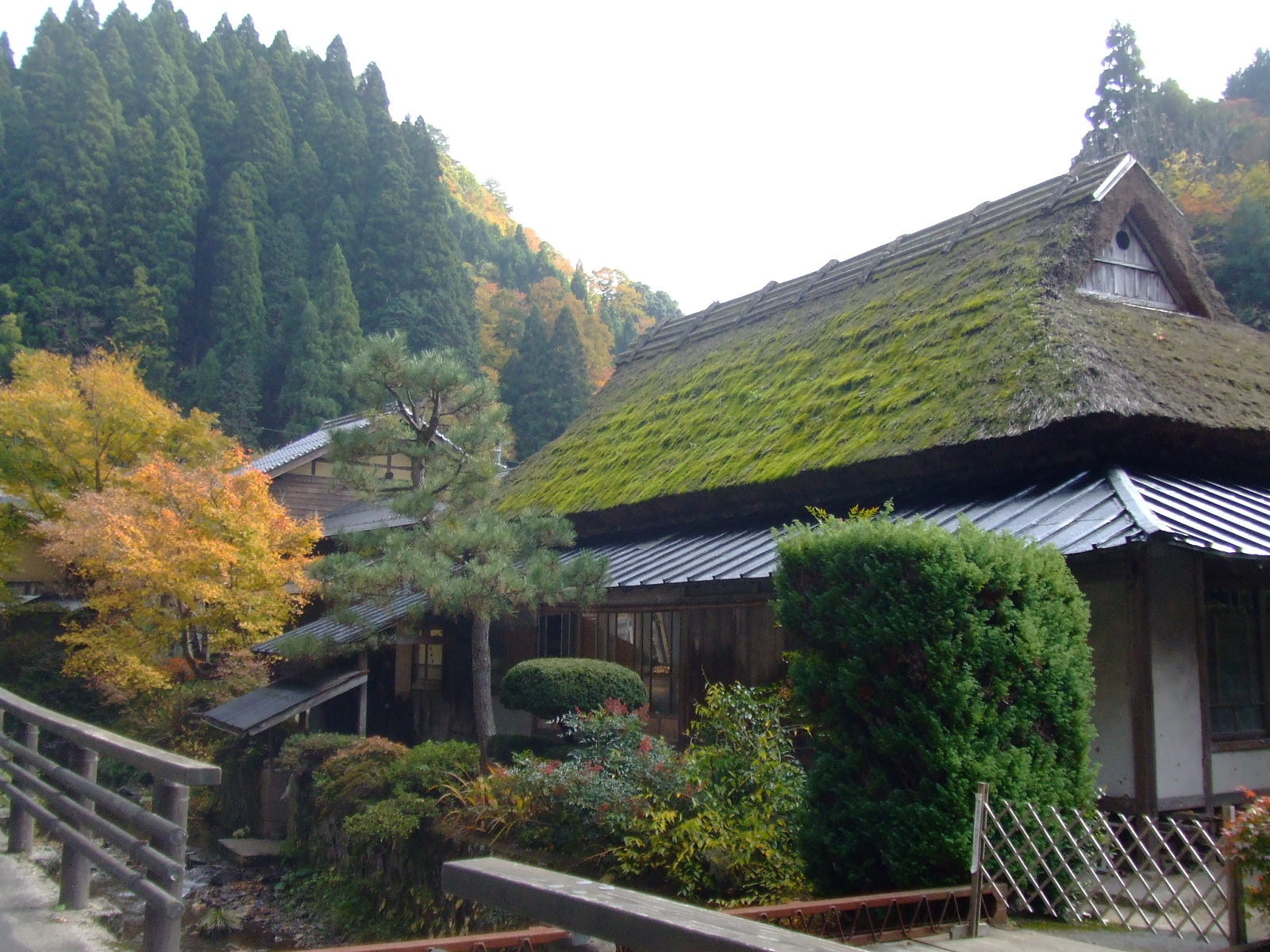
板井原集落

### 史跡
智頭区
- 智頭宿
  - 石谷家住宅（主屋、座敷棟、座敷棟、7棟の土蔵ほか） - 重要文化財。
  - 石谷氏庭園 - 登録記念物。
  - 旧塩屋出店
    - 商家風町屋（もみの木亭） - 登録有形文化財。
    - 西洋館（西河克己映画記念館） - 登録有形文化財。

  - 下町公民館 - 登録有形文化財。
  - 智頭消防団本町分団屯所 - 登録有形文化財
  - 米原家住宅 - 登録有形文化財。
  - 諏訪神社
  - 諏訪神社柱祭り - 県指定無形民俗文化財。
  - 光専寺 - 南画家・河村香坡の襖絵を所蔵。
  - 興雲寺 - 仏師の国米泰石の墓がある。
  - 酒蔵交流館・梶屋 - テレビドラマ「夏子の酒」で紹介された諏訪酒造の酒蔵。館内には原作者の漫画家・尾瀬あきらのギャラリーあり。
  - ギャラリー風人洞
- 桜土手 - 千代川の土手に1.3km続く桜並木。
- 牛臥山 - 智頭三山のひとつ、トレッキングコース
- 板井原集落 - 伝統的建造物群保存地区

山形区
- 芦津渓谷 - 氷ノ山後山那岐山国定公園
  - 三滝ダム

那岐区
- 那岐山 - 氷ノ山後山那岐山国定公園
- 那岐神社・例大祭

土師区
富沢区
- 豊乗寺
- 富沢古墳

山郷区
- 副ヶ滝 - 落差50mの大滝

### 神社・寺院

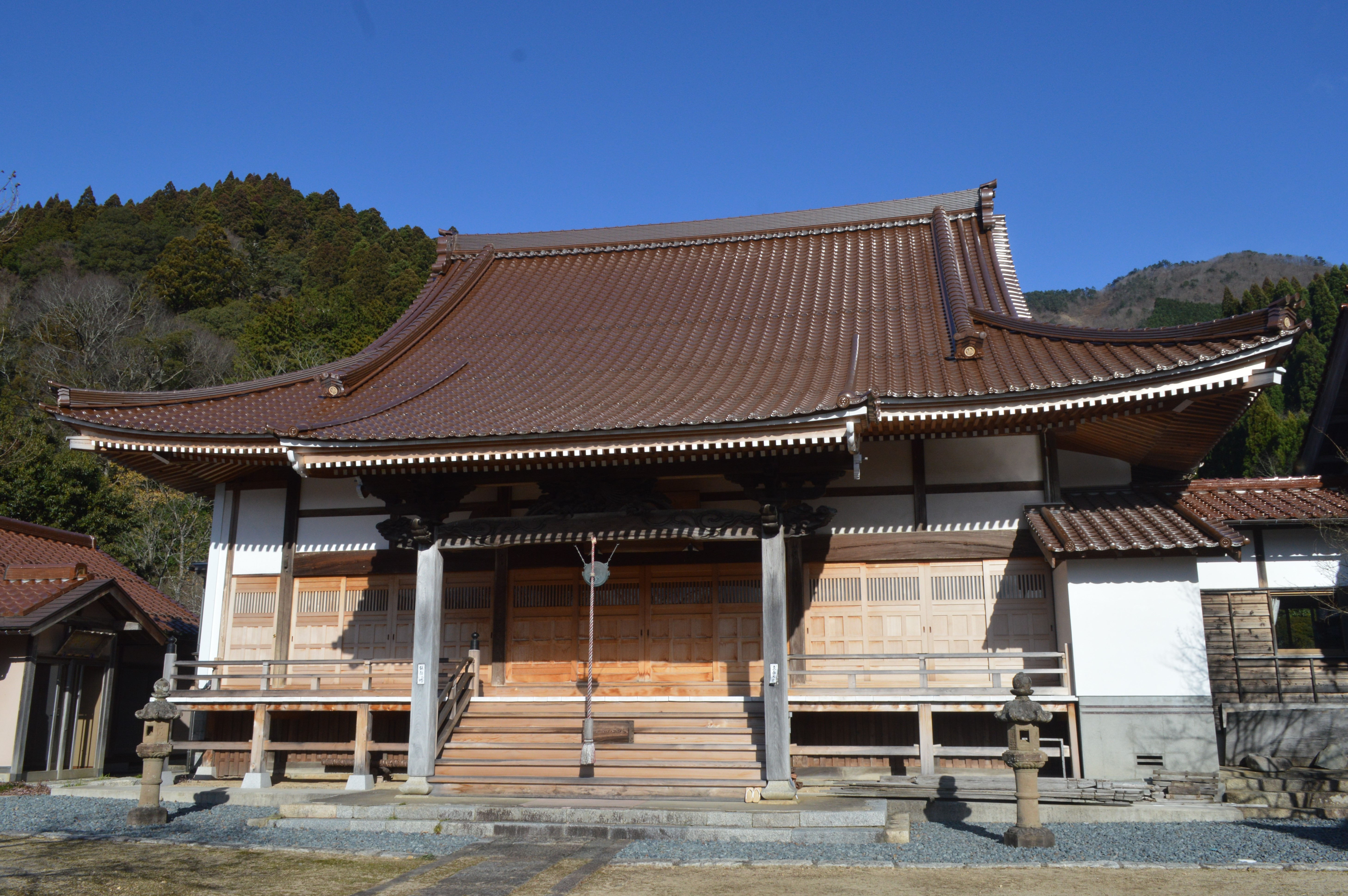
興雲寺

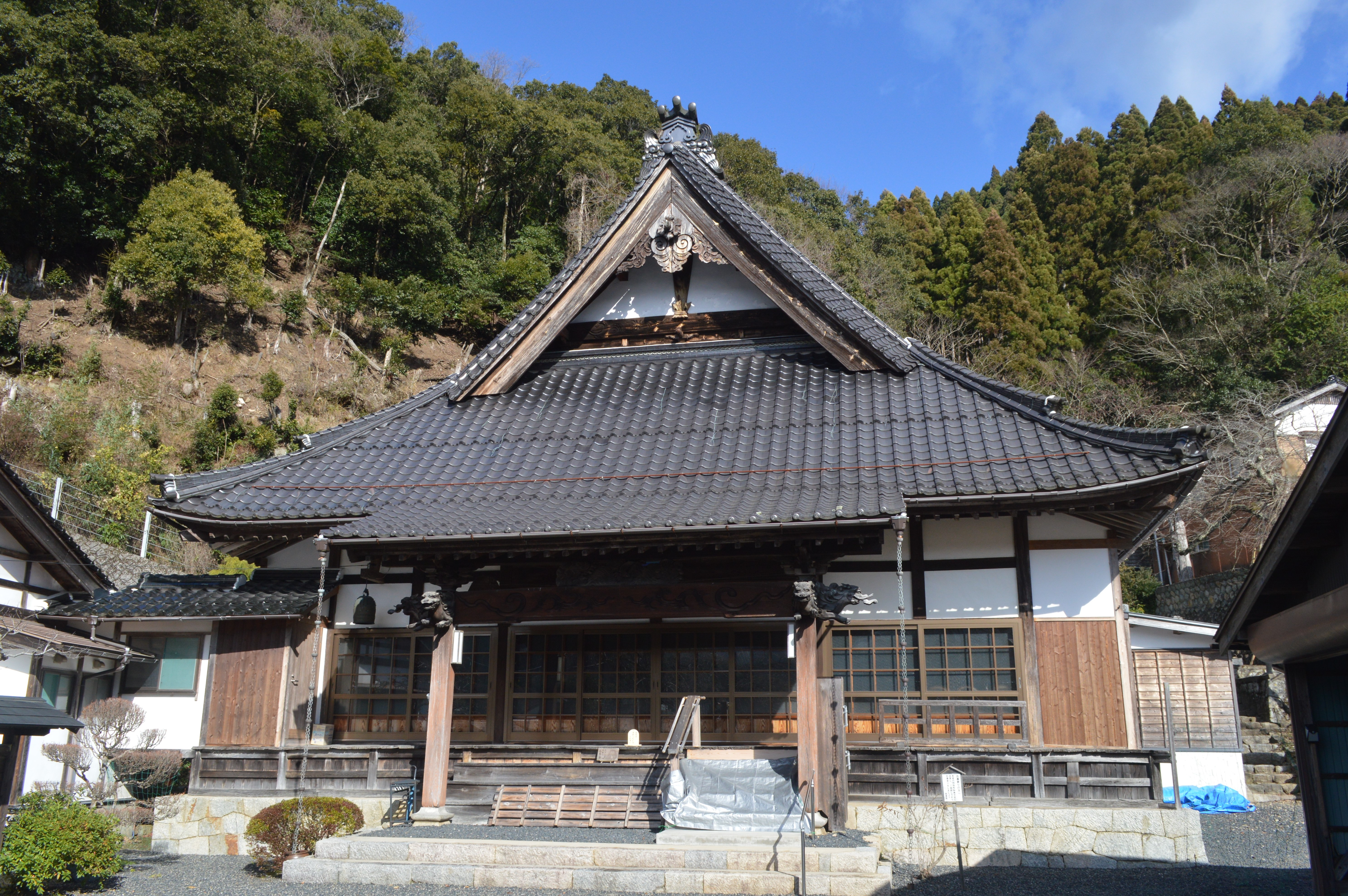
光専寺

智頭区
- 諏訪神社
- 杉神社
- 荒神社
- 上市場神社
- 三輪神社
- 興雲寺 - 曹洞宗。
- 光専寺 - 真宗本願寺派。
- 吉祥寺 - 日蓮宗。

山形区
- 虫井神社
- 大内神社
- 垣内神社
- 篠坂神社
- 毛谷神社
- 中島神社
- 西光寺（高野山真言宗）
- 歓喜寺（高野山真言宗）
- 恵照寺（日蓮宗）

那岐区
- 那岐神社
- 大屋神社
- 極楽寺（高野山真言宗）

土師区
- 河野神社
- 土師神社
- 向田神社
- 秡谷神社
- 多聞寺（高野山真言宗）
- 持雲寺（高野山真言宗）

富沢区
- 金刀比羅神社
- 富沢神社
- 温宇井神社
- 豊乗寺（高野山真言宗）

山郷区
- 福原神社
- 白坪神社
- 中原神社
- 温江神社
- 奥神社
- 中宮神社

## 出身人物
- 石谷伝四郎 - 実業家・政治家。衆議院議員。貴族院議員。
- 石谷憲男 - 官吏・政治家。林野庁長官。参議院議員。
- 石谷源蔵 - 実業家・政治家。鳥取県議会議長。
- 国米泰石 - 仏師。
- 大坪弘道 - 検察官。
- 西河克己 - 映画監督。
- 岡崎満義 - ジャーナリスト。
- 福士敬章 - 野球選手。
- 國本良博 - 静岡放送アナウンサー。
- 重村正道 - ミュージシャン。